# 司马统
司马统（？—355年1月30日），河内郡温县（今河南省焦作市温县）人，追尊晋宣帝司马懿后裔，太宰、录尚书事、汝南文成王司马亮玄孙，散骑常侍、卫将军、汝南威王司马祐之子，东晋宗室、官员。

## 生平
司马统在父亲司马祐死后被册立为汝南王，因为司马统的叔祖南顿王司马宗谋反，司马统被废除爵位。之后晋成帝司马衍哀怜司马亮一家灭绝，诏令司马统恢复封爵，司马统屡次升任秘书监、侍中。永和十一年正月甲辰（355年1月30日），司马统去世，朝廷追赠光祿勳，谥号恭，他的儿子司马羲被册立为汝南王。

## 其他
司马统曾经为庶母服丧三年，顾和上奏说：“礼是用来规范事物促成教化的，所以拥有国家的人无不崇尚正礼昭明根本，以统一统治，这是人伦的纲纪，不二之道。作为后裔，减损对父母的孝敬，强改天生的禀性，昭显至公的大义，减省礼节，在周代典籍中有记载。汝南王司马统为庶母守孝超过礼的规定，江夏公卫崇本是远亲，开国功臣的后代，最近丧母，又在守孝时行重礼，违反礼度，放纵私情。平民百姓赞许他们行礼过度，议论者都不以为不对，那么政道由于不守礼而衰颓，典章制度由于容涵违逆而败坏。如果不纠正，就无法使万物生长齐整。可令太常让他们都除去丧服。如果不敬从王命，应当加以贬退。”晋康帝司马岳下诏书同意。

## 兄弟
- 司马弼，东晋新蔡王
- 司马邈，东晋侍中、新蔡王